# Табала, Сергей Александрович
Сергей Александрович Табала (16 декабря 1995, Лебедин, Украина — 6 ноября 2014, Донецк, Украина) — украинский доброволец, боец 5-го отдельного батальона Добровольческого Украинского корпуса «Правый сектор». Позывной «Север». Герой Украины (2016, посмертно).

## Биография
Принимал участие в Евромайдане. После начала вооруженного конфликта вступил в ряды Добровольческого Украинского корпуса. Был ранен, но остался в строю.

## Обстоятельства гибели
Погиб 6 ноября 2014 года от артиллерийского снаряда 100-мм противотанковой пушки МТ-12 «Рапира» во время отражения штурма диспетчерской башни в аэропорту Донецка.
Похоронен на Аллее Славы Центрального городского кладбища в родном городе Сумы.

## Награды

### Государственные
- Звание Герой Украины с вручением ордена «Золотая Звезда» (21 ноября 2016, посмертно) — за личное мужество, героическое отстаивание прав и свобод человека, самоотверженное служение Украинскому народу, обнаруженные во время Революции Достоинства и в защите государственного суверенитета и территориальной целостности Украины.

6 декабря 2016 года Президент Украины Петр Порошенко вручил «Золотую Звезду» Героя бабушке Сергея Табалы Людмиле Шепотько.

### Негосударственные
- Орден «Народный Герой Украины» (15 января 2016, посмертно).
- Нагрудный знак «За оборону Донецкого аэропорта» (посмертно).

### Звание
- Звание Почетный гражданин города Сумы (17 декабря 2014, посмертно) — за личное мужество и героизм, проявленные в защите государственного суверенитета и территориальной целостности Украины, верность военной присяге и несокрушимость духа.[4][5]

## Память
Распоряжением Сумского городского головы от 19 февраля 2016 года № 43-Р именем Сергея Табалы («Севера») названа улица г. Сумы (прежнее название – «улица Парижской Коммуны»).
В честь Сергея Табалы установлена мемориальная доска в Сумской специализированной школе № 9.
Фотография Сергея Табалы в аэропорту Донецка стала образом для создания памятника украинским добровольцам, установленного в селе Святопетровское, Киевской области.

## Ссылка
- Биография Сергея Табалы на сайте Украинский мемориал